# Canton de Chambéry-1
Le canton de Chambéry-1 est une circonscription électorale française du département de la Savoie.

## Géographie

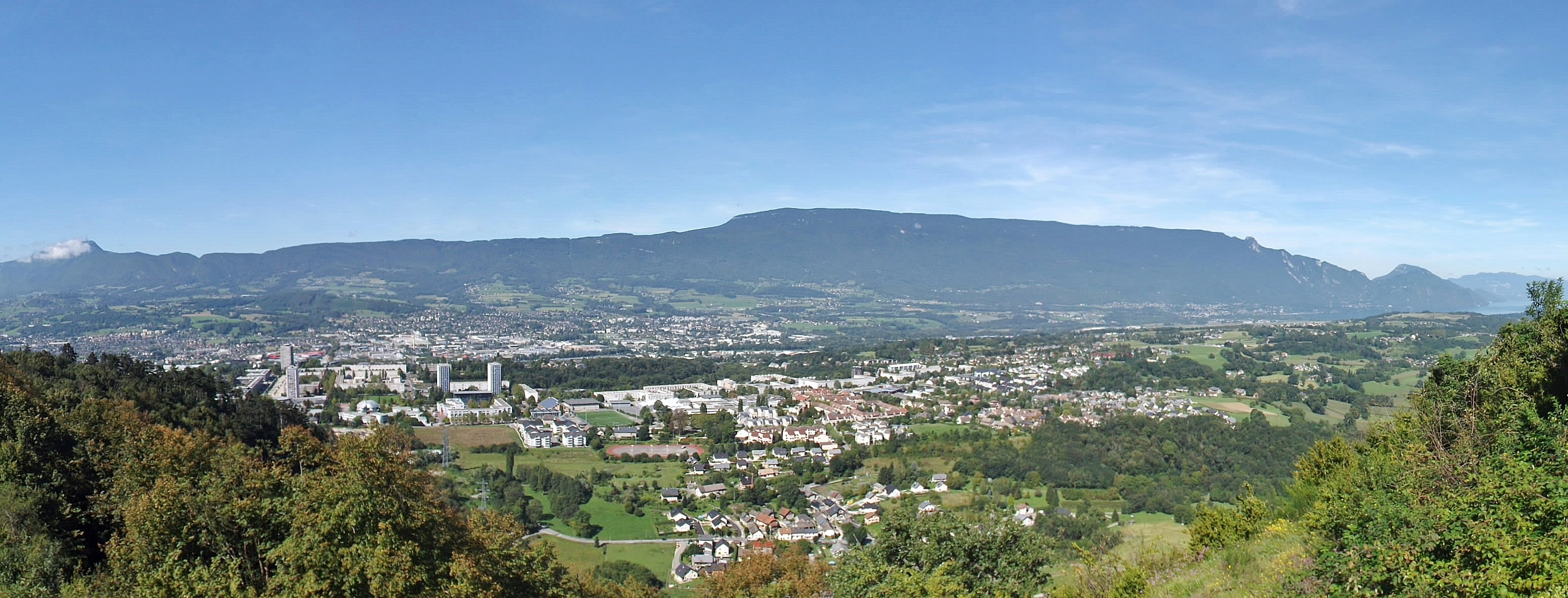
Panoramique du canton avec les Hauts-de-Chambéry au premier plan, Bissy à gauche au second plan et Sonnaz à droite.
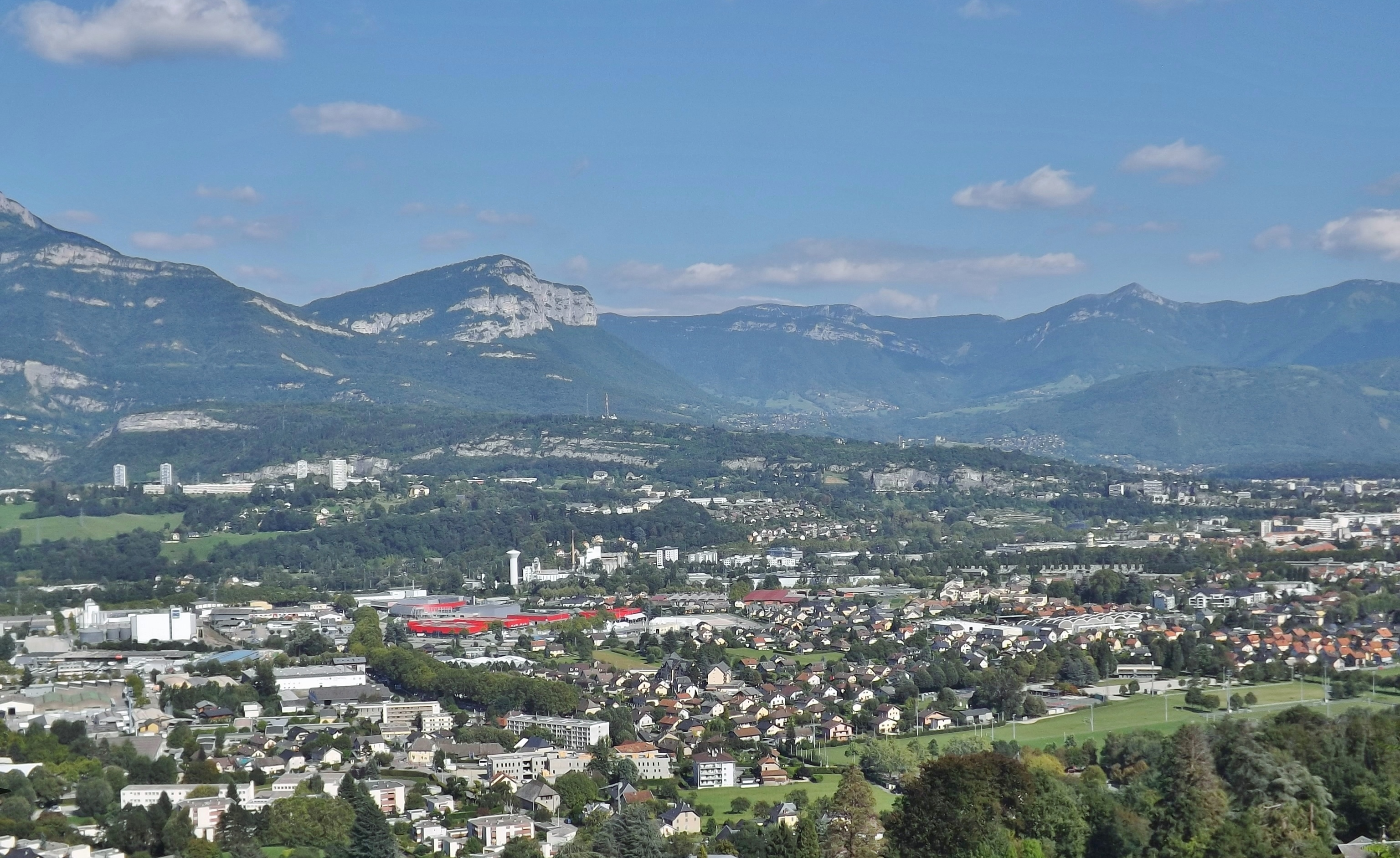
Vue de Bissy et des Hauts-de-Chambéry au pied des Monts en arrière-plan.

Le canton de Chambéry-1 regroupe une grande moitié nord de Chambéry ainsi que l'ensemble du territoire communal de Sonnaz.
Le canton possède un certain nombre de reliefs, en particulier sur ses limites orientale avec les Monts et occidentale avec le mont Chamoux. Entre les deux se trouve la cluse de Chambéry où est situé le quartier de Bissy, et le plateau de la Croix-Rouge où sont situés les quartiers des Hauts-de-Chambéry, de Chambéry-le-Vieux ainsi que Sonnaz dans son prolongement.
Le canton présente un territoire très diversifié puisqu'il comprend des territoires urbains et ruraux, lesquels se déclinent à la fois en zones résidentielles, économiques, agricoles et récréatives. Les zones urbaines résidentielles se situent à la fois sur les Hauts-de-Chambéry et Bissy pour les secteurs les plus urbanisés, ainsi qu'à Chambéry-le-Vieux et Sonnaz sous forme d'habitat plus diffus. Les zones urbaines économiques sont principalement la zone industrielle de Bissy et la zone commerciale des Landiers, auxquelles s'ajoutent des zones plus modestes tels le parc d'activités de Côte-Rousse ou la zone artisanale de Pomaray à Sonnaz.
Les zones rurales agricoles sont principalement présentes au nord du canton, à Chambéry-le-Vieux et Sonnaz, mais également au sud-ouest sur les pentes du mont Chamoux. Les zones plus récréatives se retrouvent sur les Monts (prolongement de la colline de Lémenc), la Combe Noire ou le bois de Candie, comprenant des sentiers de randonnée, ainsi que des parcs comme le Talweg et le Mas-Barral.
En matière de transports, le canton est traversé par la Voie rapide urbaine de Chambéry faisant la liaison entre les autoroutes A43 et A41, ainsi que par la route départementale 991 permettant de relier Chambéry à Aix-les-Bains et au-delà Genève. Le canton comprend également la ligne ferroviaire de Culoz à Modane et la ligne de Saint-André-le-Gaz à Chambéry ainsi que tous ses branchements vers la Z.I. de Bissy.
Enfin, le canton est traversé par la Leysse, principal cours d'eau de Chambéry et principal affluent du lac du Bourget. En outre, l'Hyères marque la limite sud du canton jusqu'à sa confluence avec la Leysse. De l’autre côté du plateau de la Croix-Rouge coule au nord du canton le ruisseau dit de l’Eau Blanche, à l'origine du Tillet, autre affluent du lac du Bourget. 

## Histoire
Un nouveau découpage territorial du département de la Savoie entre en vigueur à l'occasion des premières élections départementales de mars 2015 suivant le décret du 27 février 2014.
Les conseillers départementaux sont, à compter de ces élections, élus au scrutin majoritaire binominal mixte. Les électeurs de chaque canton élisent au Conseil départemental, nouvelle appellation du Conseil général, deux membres de sexe différent, qui se présentent en binôme de candidats. Les conseillers départementaux sont élus pour 6 ans au scrutin binominal majoritaire à deux tours, l'accès au second tour nécessitant 12,5 % des inscrits au 1er tour. En outre la totalité des conseillers départementaux est renouvelée. Ce nouveau mode de scrutin nécessite un redécoupage des cantons dont le nombre est divisé par deux avec arrondi à l'unité impaire supérieure si ce nombre n'est pas entier impair, assorti de conditions de seuils minimaux. En Savoie, le nombre de cantons passe ainsi de 37 à 19.
Le canton de Chambéry-1 est formé de la commune de Sonnaz, issue de l'ancien canton de Chambéry-Nord et d'une fraction de la commune de Chambéry. Il est entièrement inclus dans l'arrondissement de Chambéry. Le bureau centralisateur est situé à Chambéry.
Il regroupe la totalité de l’ancien canton de Chambéry-Nord, une grande partie nord du canton de Chambéry-Sud-Ouest et une petite partie nord du canton de Chambéry-Est.

## Représentation
| Période élective | Période élective | Mandat       | Mandat       | Identité         | Nuance | Nuance | Qualité |
| ---------------- | ---------------- | ------------ | ------------ | ---------------- | ------ | ------ | --- |
| 2015             | 2021             | 2015         | 2021         | Colette Bonfils  |        | DVG    | Docteur en biologie Ancienne conseillère générale du canton de Chambéry-Sud-Ouest (1979-1985 puis 1998-2015) |
| 2015             | 2021             | 2015         | Octobre 2020 | Thierry Repentin |        | PS     | Cadre Ancien conseiller général du canton de Chambéry-Nord (1998-2015) Maire de Chambéry (Depuis 2020)       |
| 2015             | 2021             | Octobre 2020 | 2021         | Gaëtan Pauchet   |        | PS     | Cadre Ancien conseiller municipal de Sonnaz (2014-2020) Adjoint au maire de Chambéry (Depuis 2020)           |
| 2021             | 2028             | 2021         | en cours     | Claudine Bonilla |        | PS     | Adjointe au maire de Chambéry, maire-adjointe de Bissy                                                       |
| 2021             | 2028             | 2021         | en cours     | Gaëtan Pauchet   |        | PS     | Conseiller sortant Adjoint au maire de Chambéry, ancien conseiller municipal de Sonnaz                       |

### Résultats détaillés

#### Élections de mars 2015
À l'issue du 1er tour des élections départementales de 2015, deux binômes sont en ballottage : Colette Bonfils (DVG) et Thierry Repentin (PS, 31,28 %) et Delphine Julien et Damien Varon (UMP, 27,33 %). Le taux de participation est de 47,82 % (6 706 votants sur 14 023 inscrits) contre 48,82 % au niveau départemental et 50,17 % au niveau national.
Au second tour, Colette Bonfils et Thierry Repentin (PS) sont élus avec 50,08 % des suffrages exprimés et un taux de participation de 45,92 % (2 974 voix soit seulement 9 voix d’écart, pour 6 439 votants et 14 022 inscrits).

#### Élections de juin 2021
Le premier tour des élections départementales de 2021 est marqué par un très faible taux de participation (33,26 % au niveau national). Dans le canton de Chambéry-1, ce taux de participation est de 30,25 % (4 208 votants sur 13 910 inscrits) contre 33,57 % au niveau départemental. À l'issue de ce premier tour, deux binômes sont en ballottage : Claudine Bonilla et Gaëtan Pauchet (Union à gauche, 36,95 %) et Driss Bourida et Caroline Sartori (DVD, 22,86 %).
Le second tour des élections est marqué une nouvelle fois par une abstention massive équivalente au premier tour. Les taux de participation sont de 34,36 % au niveau national, 33 % dans le département et 30,04 % dans le canton de Chambéry-1. Claudine Bonilla et Gaëtan Pauchet (Union à gauche) sont élus avec 59,41 % des suffrages exprimés (2 272 voix pour 4 180 votants et 13 916 inscrits),,.

## Composition
| Nom                              | Code Insee | Intercommunalité  | Superficie (km2) | Population (dernière pop. légale)                | Densité (hab./km2) | Modifier                                    |
| -------------------------------- | ---------- | ----------------- | ---------------- | ------------------------------------------------ | ------------------ | ------------------------------------------- |
| Chambéry (bureau centralisateur) | 73065      | CA Grand Chambéry | 20,99            | Fraction : 21 557 (2022) Commune : 60 251 (2022) | 2 870              | modifier les données · modifier les données |
| Sonnaz                           | 73288      | CA Grand Chambéry | 6,79             | 2 106 (2022)                                     | 310                | modifier les données · modifier les données |
| Canton de Chambéry-1             | 7307       |                   |                  | 23 663 (2022)                                    |                    | modifier les données                        |

Le canton de Chambéry-1 comprend :
1. la commune de Sonnaz

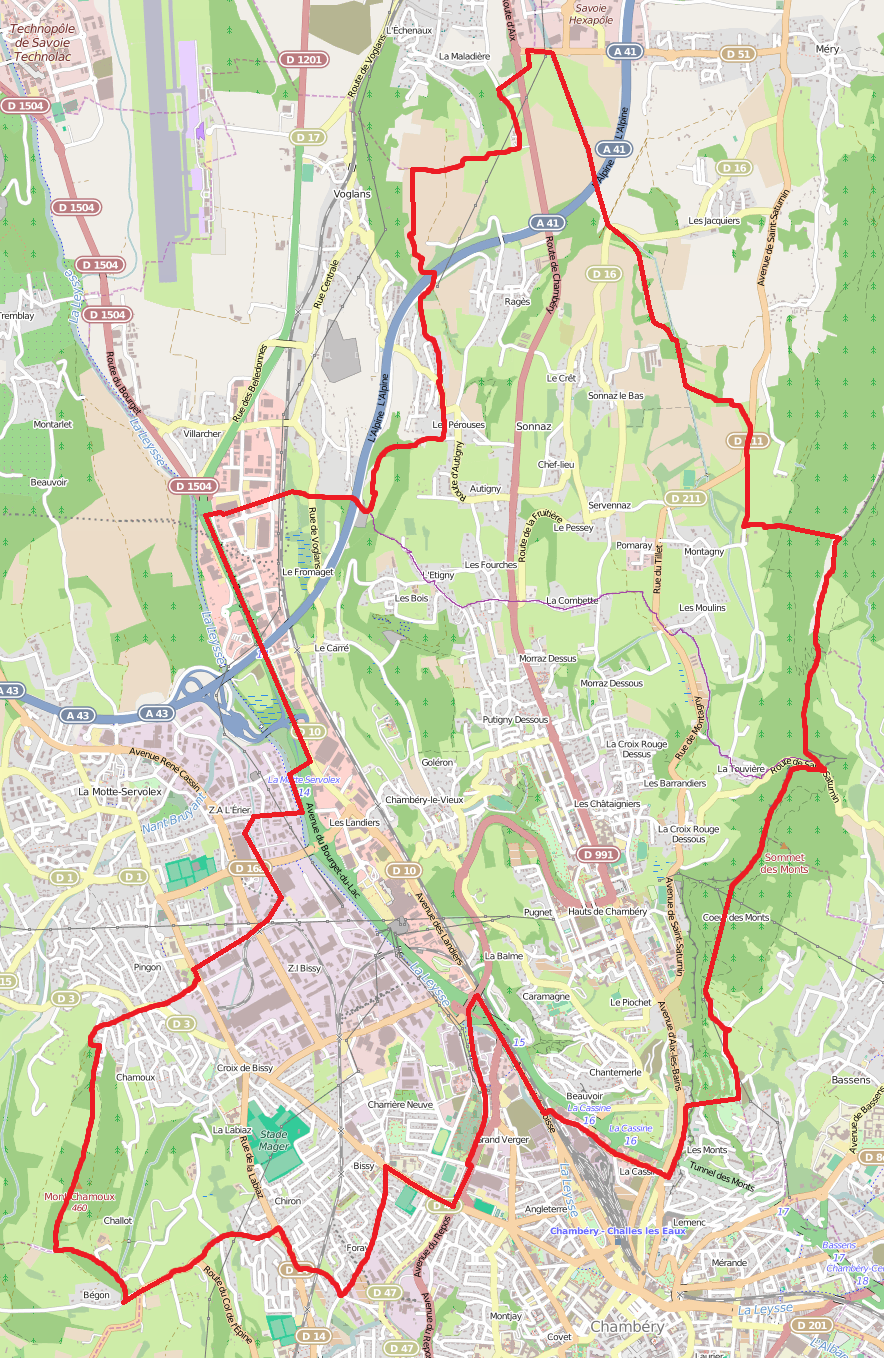
Carte du canton de Chambéry-1 au début 2015.

2. la partie de la commune de Chambéry située au nord d'une ligne définie par l'axe des voies et limites suivantes : depuis la limite territoriale de la commune de Cognin, avenue du Repos, avenue des Chevaliers-Tireurs, cours de l'Hyères, échangeur de la Boisse, route départementale 911a, avenue de la Boisse, ligne droite perpendiculaire à l'avenue de la Boisse tracée au niveau de l'extrémité du chemin de la Rotonde, chemin de la Rotonde, rue du Docteur-Vernier, chemin de la Cassine, avenue d'Aix-les-Bains, incluse jusqu'à la ligne droite perpendiculaire à cette avenue tracée au niveau de l'extrémité de la rue de la Bionne, jusqu'à la limite territoriale de la commune de Bassens.

À Chambéry, le canton concerne donc les quartiers de Bissy, de Chambéry-le-Vieux et des Hauts-de-Chambéry.

## Démographie
En 2022, le canton comptait 23 663 habitants, en évolution de +4,61 % par rapport à 2016 (Savoie : +3,63 %, France hors Mayotte : +2,11 %).
| 2013   | 2018   | 2022   |
| ------ | ------ | ------ |
| 22 545 | 22 887 | 23 663 |